# سام بری (تنیس‌باز)
 سام بری (انگلیسی: Sam Barry؛ زاده ۲۷ ژانویهٔ ۱۹۹۲) یک تنیس‌باز اهل ایرلند است.